# Sudovo Hlavno
Sudovo Hlavno település Csehországban, a Kelet-prágai járásban. Sudovo Hlavno Konětopy, Dřísy, Kostelní Hlavno, Lhota, Dolní Slivno, Kropáčova Vrutice, Hlavenec, Mečeříž, Horní Slivno és Čečelice településekkel határos. Lakosainak száma 522 fő (2024. január 1.).

## Népesség
A település lakosságának változását az alábbi diagram mutatja:
| Lakosok száma | 559  | 530  | 658  | 472  | 438  | 459  | 479  | 489  | 518  | 522  |
|               | 1869 | 1900 | 1921 | 1961 | 1980 | 2011 | 2016 | 2019 | 2021 | 2024 |